# Rolf Hoppe (Leichtathlet)
Rolf Hoppe (* 18. März 1945 in Santiago de Chile; † 22. Dezember 1969 in Los Angeles) war ein chilenischer Speerwerfer.

## Sportliche Laufbahn
Hoppe nahm an den Olympischen Sommerspielen 1968 teil, wo er Flaggenträger der chilenischen Mannschaft war. Bei den Südamerikameisterschaften 1969 übertraf er Ricardo Hébers Meisterschaftsrekord aus dem Jahr 1952 mit 69,76 Metern.
Hoppe studierte am kalifornischen San Fernando Valley State College. Er starb kurz vor Weihnachten 1969 nach einem Autounfall auf der Interstate 405 im Medical Center der UCLA. Er hinterließ seine Mutter sowie eine Schwester und einen Bruder. Hoppe wurde in Santiago de Chile beigesetzt.

## Persönliche Bestleistung
- 76,36 m (1969)[2]